# Sarah Hurwitz
Sara Hurwitz (Wayland, Massachusetts) és una redactora de discursos estatunidenca. Ha estat la cap de discursos de Michelle Obama des de 2008.
Va estudiar a la Universitat Harvard i a la Harvard Law School, i va començar la seva carrera com a redactora de discursos d'Al Gore. Va ser redactora per la campanya de 2008 de Hillary Clinton i el cap de discursos per a les campanyes presidencials del senador John Kerry i del general Wesley Clark.
El 2008 Hurwitz va escriure el discurs de concessió de Hillary Clinton, que incloïen les declaracions de Clinton sobre les "18 milions d'esquerdes" en el "sostre de vidre més alt i dur". Se li va oferir treball com a membre de l'equip de la campanya presidencial d'Obama dos dies després que Clinton pronunciés el discurs. El primer encàrrec per Michelle Obama a la Convenció Nacional Demòcrata de 2008.